# Iglesia de San José (Puerto Real)
La iglesia de San José, declarada Bien de Interés Cultural en la categoría de Monumento, está situada en el municipio de Puerto Real (Cádiz) en Andalucía cuyo nombre completo es Antigua Iglesia de Jesús, María y José se levanta en el último tercio del siglo XVIII en el corazón del casco histórico de la villa. En la actualidad está desacralizada y funciona como centro cultural y de exposiciones de la villa.

## Historia

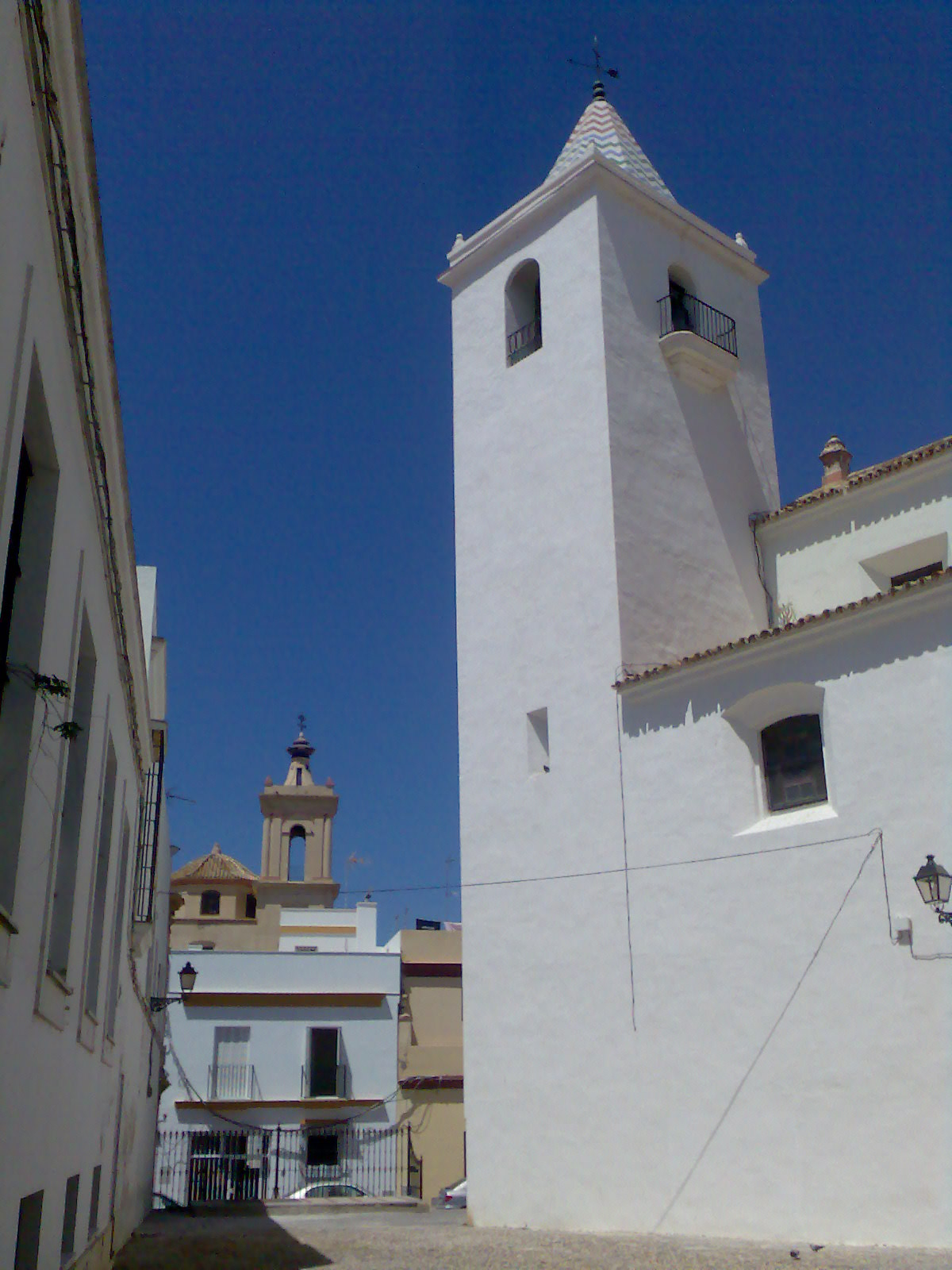
Vista del campanario de la iglesia de San Sebastián y el campanario de la iglesia de San José al fondo.

Las obras comienzan el año 1770, y su construcción se lleva a cabo para sustituir a la antigua ermita de San Andrés que se encontraba en estado ruinoso, situada en las proximidades de la iglesia de San José, en los aledaños de la actual plaza de la Iglesia. La idea de erigir este nuevo templo partió de la Hermandad de San José del Gremio de los Carpinteros, que se hizo cargo de los gastos, siendo cedido el solar por el Ayuntamiento.
Los trabajos los inicia el arquitecto gaditano Torcuato Cayón de la Vega, autor asimismo del proyecto, y los continúa a su muerte su discípulo y ahijado Torcuato Benjumeda hasta su culminación en 1794 cuando recibe el nombre de Iglesia de Jesús, María y José.
Durante las obras de restauración llevadas a cabo en la Iglesia Prioral de San Sebastián tras el incendio y saqueo que sufrió en el año 1936 durante la Guerra Civil, esta iglesia de San José hizo las veces de parroquia de la villa.
Está declarada Bien de Interés Cultural en la categoría de Monumento, y así aparece en el BOE en el año 1981, una vez que fue desacralizada. En 1988 el ayuntamiento y el Obispado llegan a un acuerdo para entregar San José a la ciudad a cambio de tres parcelas. En 1992 comienzan los trabajos de restauración del inmueble tras permanecer cerrado durante varios años para transformarlo en centro cultural para actividades del municipio, uso que se le da actualmente.

## Descripción

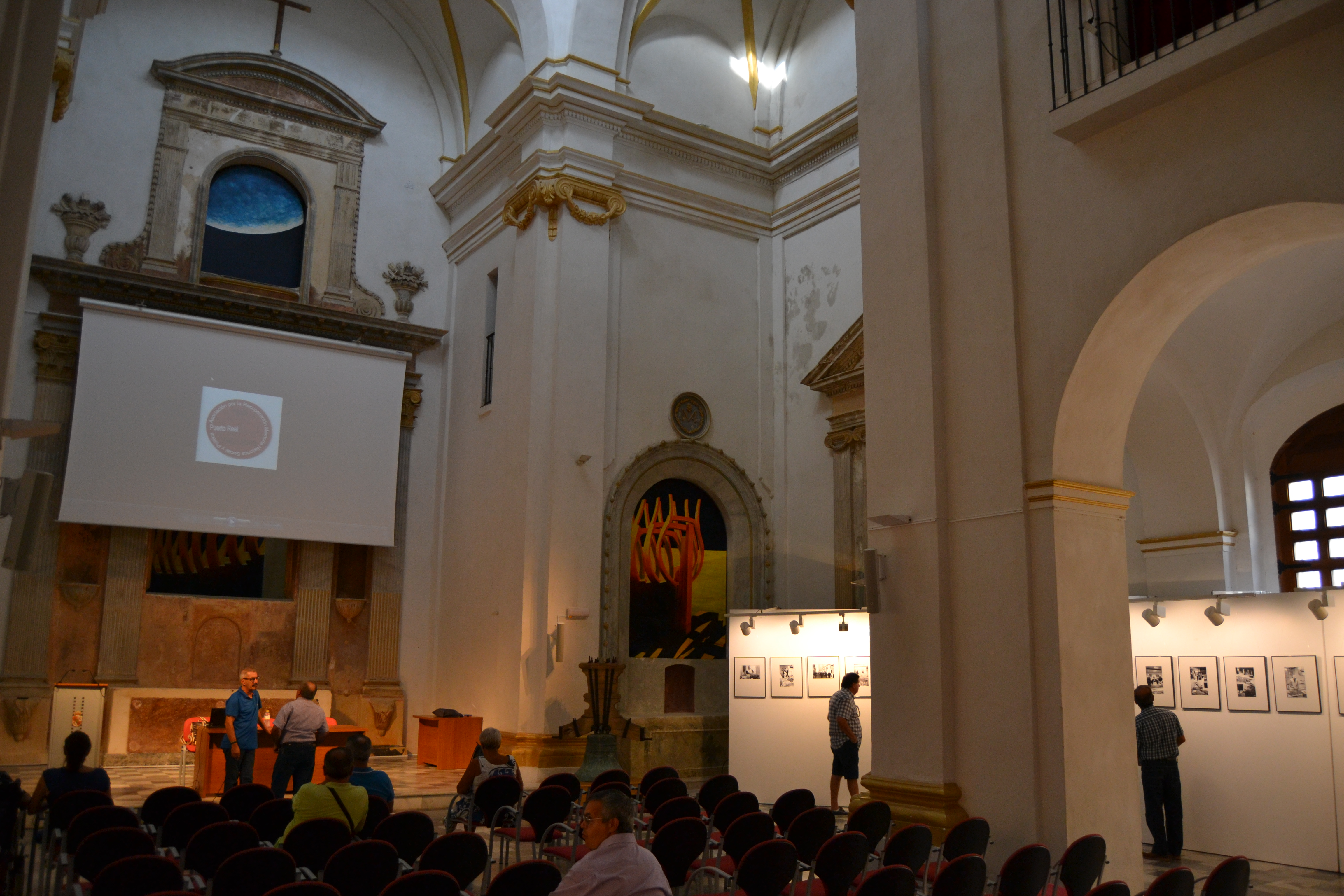
Interior de la iglesia.

Se trata de una muestra de la arquitectura religiosa propia de la arquitectura neoclásica y responde al tipo de iglesia de salón de tres naves con cúpula en el crucero y cripta bajo el presbiterio. 
La nave central se cubre con bóveda de cañón con lunetos en los que se abren huecos rectangulares rematados por arcos muy rebajados, separándose sus tres tramos por medio de arcos fajones sin decoración, apoyados en pilastras de capiteles jónicos adornados con guirnaldas. 
Las naves laterales se cubren por bóvedas de arista sobre las que aparecen unas galerías abiertas a la nave central por huecos rectangulares protegidos por barandillas; y en el crucero se eleva una media naranja sobre pechinas, cubierta por una linterna octogonal y adornada por ocho radios entre los que se abren huecos rematados por arcos rebajados. 
El exterior del templo se presenta en piedra ostionera enfoscada y encalada y cuenta con dos fachadas, presentando la principal una sobria decoración, con un cuerpo de doble altura ornamentado por cuatro pilastras toscanas, dobles las dos centrales, sobre las que corre una doble cornisa con friso intermedio. Las cuatro pilastras descansan sobre altos pedestales y definen los tres vanos simétricos con los que se compone la fachada principal. El vano central recoge la puerta principal, sin decoración alguna, que resuelve su dintel con un arco rebajado de dovelas de piedra ostionera. Los vanos laterales, idénticos, presentan balcones en la altura correspondiente a las galerías laterales superiores. La fachada se remata sobre la cornisa superior con un frontis de perfil mixtilíneo y reminiscencias barrocas, en cuyo centro se abre un vano abocinado rematado con un arco muy rebajado. 
La fachada lateral es aún más sobria, y se organiza a partir de siete pilastras toscanas gigantes con pedestal, de las cuales dos de ellas son dobles. Sobre estas pilastras vuelve a aparecer la doble cornisa con friso de la fachada principal, y sobre la cornisa se eleva un cuerpo que abarca dos vanos y se corresponde con el crucero, rematado por una leve moldura y que presenta un hueco rectangular con arco rebajado en el centro. 
La linterna es octogonal rematada por una cornisa sobre la que se levanta la cubierta de tejas de perfil ligeramente curvo y también a ocho aguas, y en cada vano vertical aparece un hueco rectangular abocinado rematado por una arco rebajado.
La torre consta de dos cuerpos superpuestos rematados por cornisas y cubiertos por un chapitel bulboso. El cuerpo superior tiene huecos para campanas en cada uno de sus frentes flanqueados por una pareja de pilastras más otra de columnas dóricas en las esquinas; y sobre su cornisa aparece un ligero apretilado con almenas en las esquinas que terminan en pirámides de base cuadrada.